# Bulbophyllum verruciferum
Bulbophyllum verruciferum là một loài phong lan thuộc chi Bulbophyllum.